# ابراهیم بن خلیل نجار
ابراهیم بن خلیل نجار (۱۸۲۲–۱۸۶۴م) پزشک لبنانی بود. خاستگاهش جزیره کرس بود، پدربزرگش یوسف نجار همران ناپلئون اول به عکا کوچید، به شغل نجّاری می‌پرداخت. ابراهیم در دیر القمر زاده شد؛ از این به دیرانی نیز شهرت گرفت. پزشکی را در مدرسهٔ قصر العینی قاهره آموخت. سپس به عنوان پزشک نظامی در بیروت منصوب شد. مصباح الساری و نزهة القاری، هدیة الأحباب و هدایة الطلاب، الهواء الأصفر و الروضة البهیة فی الحوادث الشرقیة از آثار اوست.